# Soggetti proibiti
Soggetti proibiti (Kinjite: Forbidden Subjects) è un film statunitense del 1989 diretto da J. Lee Thompson. È stato il nono e ultimo film che Thompson e Bronson hanno fatto insieme (oltre ad essere l'ultimo film della carriera di Thompson) ed è il decimo prodotto da Pancho Kohner con Bronson come protagonista.

## Trama
Il tenente Crowe della buon costume di Los Angeles si occupa del rapimento della figlia di un uomo d'affari giapponese. Il maggior sospettato è un maniaco che spia le ragazzine per strada cercando di indurle a prostituirsi. Crowe riesce a incastrarlo, ma nel frattempo la giovane giapponese, non potendo sopportare l'umiliazione, si uccide.

## Produzione
Il film, diretto da J. Lee Thompson su una sceneggiatura di Harold Nebenzal, fu prodotto da Pancho Kohner per la Golan-Globus Productions e girato a Los Angeles in California e a Tokyo, in Giappone dal 20 giugno 1988.

## Distribuzione
Il film fu distribuito negli Stati Uniti dal 3 febbraio 1989 al cinema dalla Cannon Group e per l'home video dalla MGM/UA Home Entertainment.
Alcune delle uscite internazionali sono state:
- in Francia il 26 aprile 1989 (Kinjite, sujets tabous)
- in Danimarca il 30 giugno 1989 (Kinjite - adgang forbudt)
- in Germania Ovest nell'ottobre del 1989 (Kinjite - Tödliches Tabu)
- in Portogallo il 12 gennaio 1990 (Justiça à Margem da Lei)
- in Turchia il 2 marzo 1990 (Kanunsuz sehir)
- in Grecia (Apagorevmenoi karpoi)
- in Finlandia (Kielletty kohde)
- in Spagna (Kinjite: prohibido en occidente)
- in Ungheria (Tiltott dolog: Kinjite)
- in Italia (Soggetti proibiti)

## Promozione
Le tagline sono:
- "Desire. Temptation. Revenge".
- "A cop full of hatred can't work by the book.".

## Critica
Secondo il Morandini "Bronson, classe 1921, continua a fare il giustiziere solitario" mentre il regista "J. Lee Thompson (classe 1914)" "continua a dirigere prodotti di insipida violenza che sono la fotocopia di una copia".

## Curiosità
- La parola Kinjite significa appunto proibito.